# Antonio Cuevas Puente
Antonio Cuevas Puente (Melilla, 23 d'agost de 1917 - Madrid, 18 de juliol de 1997) va ser un productor de cinema espanyol.
Es va llicenciar en ciències econòmiques i en ciències de la informació a la Universitat Complutense de Madrid. De 1956 a 1973 va ser professor a l'Escola Oficial de Cinematografia, i durant aquest període fou jurat del Festival Internacional de Cinema de Sant Sebastià 1957. De 1973 a 1985 va ser professor de la Facultat de Ciències de la Informació. Després va participar en la fundació de l'Entitat de Gestió de Drets d'Autor dels Productors Audiovisuals (EGEDA), de la que en va ser vicepresident fins a la seva mort, i de 1983 a 1993 fou president de la Federación de Asociaciones y Presidente de la Unión de Productores de Cine y Televisión.
Simultàniament, el 1965 va fundar la productora cinematogràfica Kalender Films Internacional S.A, amb la que va produir pel·lícules com Urtain, el rey de la selva... o así (1969), Adiós, cigüeña, adiós, El niño es nuestro o To er mundo é... mejó!, de Manuel Summers. Després ha estat conseller delegat de la distribuïdora Daga Films SA. També ha estat autor d'estudis sobre la producció i el mercat cinematogràfics que han estat considerats textos de referència.

## Llibres
- La industria de producción de películas en España (1955)
- Sguardo sulla produzione cinematográfica spagnola (Roma, 1956)
- El Mercado Común Europeo y la cinematografía española (1964)
- Acuerdos de coproducción e intercambio cinematográficos (1965)
- Economía cinematográfica (La producción y el comercio de películas) (1976);
- Relaciones entre el Cine y la Televisión en España y otros países de Europa (1995)